# Datonglong tianzhenensis
Datonglong tianzhenensis ("Dragón de Datong de la población de Tianzhen") es la única especie del género extinto Datonglong de dinosaurio ornitisquio hadrosauroideo, el cual vivió a finales del período Cretácico, en algún momento entre 99 a 71 millones de años desde el Cenomaniense al Campaniense, en lo que es hoy Asia.

## Descripción
El holotipo, SXMG V 00005, consiste de una porción de mandíbula con algunos dientes preservados dentro. El fósil fue hallado e una capa de la Formación Huiquanpu. Aunque se desconoce la época exacta en la que se halló el fósil, se cree que proviene de las épocas del Cenomaniense al Campaniense, hace aproximadamente entre 95 a 80 millones de años.
‘’Datonglong’’ fue descrito como un nuevo género debido a sus estructuras dentales únicas. En el medio y la parte posterior de la mandíbula hay dos dientes funcionales en cada posición dental. Adicionalmente, la cresta principal del diente en su cara interna se sitúa más hacia atrás, mientras que al cresta secundaria está bien desarrollada. Carece de crestas verticales adicionales. La punta de la corona dental se dobla ligeramente hacia atrás.
El único fósil conocido del este dinosaurio es un dentario con una longitud de treinta y cuatro centímetros y contiene al menos veintisiete alvéolos dentales, aunque se cree que debió de haber poseído más de veintinueve alvéolos. El processus coronoides se orienta verticalmente. Los dientes son relativamente grandes, con más de 5.5 centímetros en un diente intacto. Los dientes se mantenían en grupos de a tres o cuatro formando una batería dental.

## Descubrimiento e investigación
En 2008, un equipo del Museo de Ciencias Geológicas y Minerales y Tecnología de Shanxi descubrió en la cantera Kangdailiang en Shanxi, China, la mandíbula de un dinosaurio ornitópodo.
En 2015, estos restos fueron la base para nombrar y describir a la especie Datonglong tianzhenensis, por Xu Shichao, You Hailu, Wang Jiawei, Wang Suozhu, Yi Jian y Jia Lei. El nombre del género se refiere a la ciudad de Datong y la palabra china long, el cual significa “dragón”. El nombre de la especie refiere a su origen en la población de Tianzhen. Este nombre no debe confundirse con el de un terópodo de nombre similar, Datanglong. Datonglong fue uno de los dieciocho taxones de dinosaurios de 2015 que fue descrito en publicaciones de acceso abierto o de lectura gratuita.

## Clasificación
Datonglong se encuentra clasificado en el clado Hadrosauroidea, cercanamente relacionado con la familia Hadrosauridae, pero sin formar parte de la misma. Sin embargo, esta posición no está basada en un análisis cladístico preciso.